# Den 11. time
 For alternative betydninger, se Den 11. time (Matador).
Den 11. time er et talkshow, der blev sendt på på tv-kanalen DR2 fra den 5. februar 2007 til den 21. maj 2008. Mikael Bertelsen var den gennemgående vært i studiet, mens Mads Brügger var medredaktør og lejlighedsvist optrådte som vært. Programmet blev sendt tre gange ugentligt kl. 23: mandag, tirsdag og onsdag. Intromusikken er komponeret af avantgardekunstneren Goodiepal, som selv medvirkede i et par af udsendelserne.
Redaktionen bestod af Mikael Bertelsen, Mads Brügger, Julie Moestrup, Christian Lund, Marie Høst Andersen, Marie Köhnke, Michael Schwanenflügel, Daniel Svarts, Nadia Grevelund, Nis Boye Rasmussen, Jonathan Nielsen og Andreas Johnsen. Produktionsleder og producer var henholdsvis Ebbe Kallmeyer og Niclas Nordenström.

## Baggrund
I februar 2007 inviterede DRs presseafdeling udvalgte medier til et interview med Bertelsen om programmet. Interviewet, der samtidigt fungerede som en prøveoptagelse, skulle foregå i programmets studie med Bertelsen som interviewer og den udsendte journalist som gæst. Politikens udsendte journalist beskrev oplevelsen som bizar og forlod interviewet uden at føle sig synderligt klogere på programmets koncept.  Bertelsen fik dog fortalt, at programmet ville nedbryde mantraer inden for tv, og at gæster ikke behøvede at have aktualitet for at medvirke.

## Form
Programmet, der er blevet betegnet som et late-night kulturtalkshow, balancerede mellem kulturjournalistik og eksperimentalfjernsyn. Programmet tog som regel upåagtede og skæve emner op – heriblandt en del der knyttede sig til kunst, musik og litteratur. Det finkulturelle og det folkelige blev blandet, som når f.eks. Jørn Hjorting var i studiet for at lave De ringer, vi spiller med bøger af Fjodor Dostojevski og Mette Moestrup som præmier.
Programmet betegnede sig selv som humørsygt og uforudsigeligt fjernsyn og var tænkt som en proces, således at formatet kunne ændre sig markant i løbet af udsendelsesrækken. Der syntes at have været en særlig interesse for fænomener, hvor grænsen mellem fiktion og virkelighed blev sat på spil, såsom for eksempel Peter Wendelboes drilske spil med det angiveligt synske forfatterpar Britt Bartenbach og Ole Hans Jensen i forbindelse med deres påståede opklaring af omstændighederne ved dobbeltmordet på Peter Bangs Vej.

## Udsendelser
Der blev produceret 126 afsnit af Den 11. time, der oprindeligt blev sendt i perioden 5. februar 2007 til 21. maj 2008.
Blandt de mest berømte internationale personer, som deltog i programmet var Mikhail Gorbatjov, der i et senere brev til værterne skrev, at det var ét af de mest interessante interviews han havde givet. I 2. sæson indgik Mikael Bertelsen en aftale med filminstruktøren Nicolas Winding Refn om, at en række interviews i løbet af sæsonen til sidst skulle udmønte sig i en biografi om den alsidige filminstruktør.

## Modtagelse
Politikens anmelder Bo Tao Michaëlis var positivt stemt efter den første udsendelse og betegnede programmets ånd som "drilsk svævende". Politikens skribent Helle Hellmann udtrykte mindre begejstring i sin omtale af programmets andet afsnit, som hun sammenlignede med Poul og Nulle i hullet, og hun kritiserede desuden konceptet for at være svært at gennemskue.

## Priser
Bertelsen og Brügger modtog onsdag den 7. november 2007 Journalisthøjskolens Pris for programmet. Dommerkomitéen beskrev programmet som en unik blanding af kulturjournalistik, mediekritik og underholdning. Med prisen fulgte en statuette og et rejselegat på 10.000 kroner.
I 2009 kårede Politikens læsere Den 11. time til årtiets bedste tv-program.[kilde mangler]